# Pažaislis

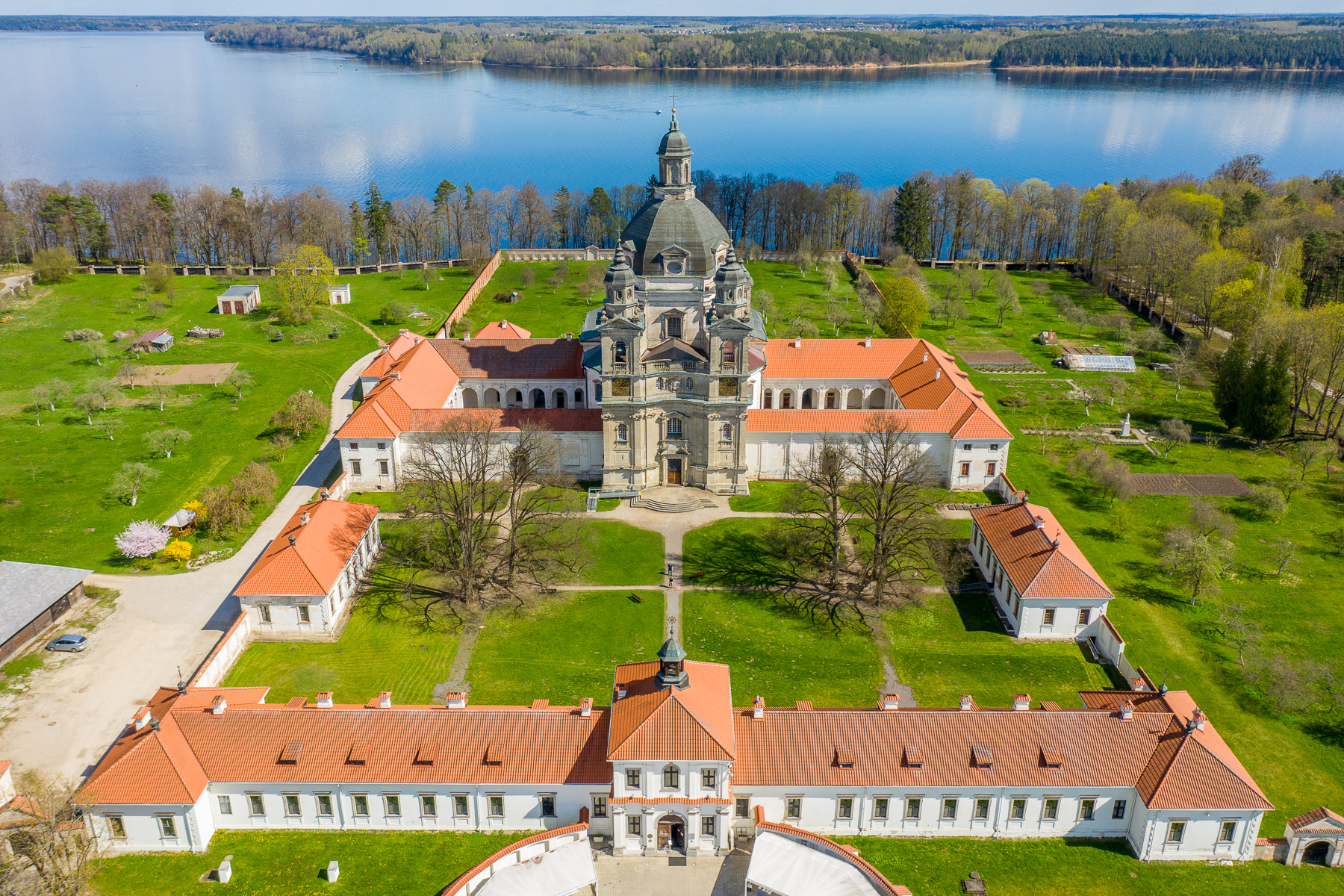
Kloster Pažaislis

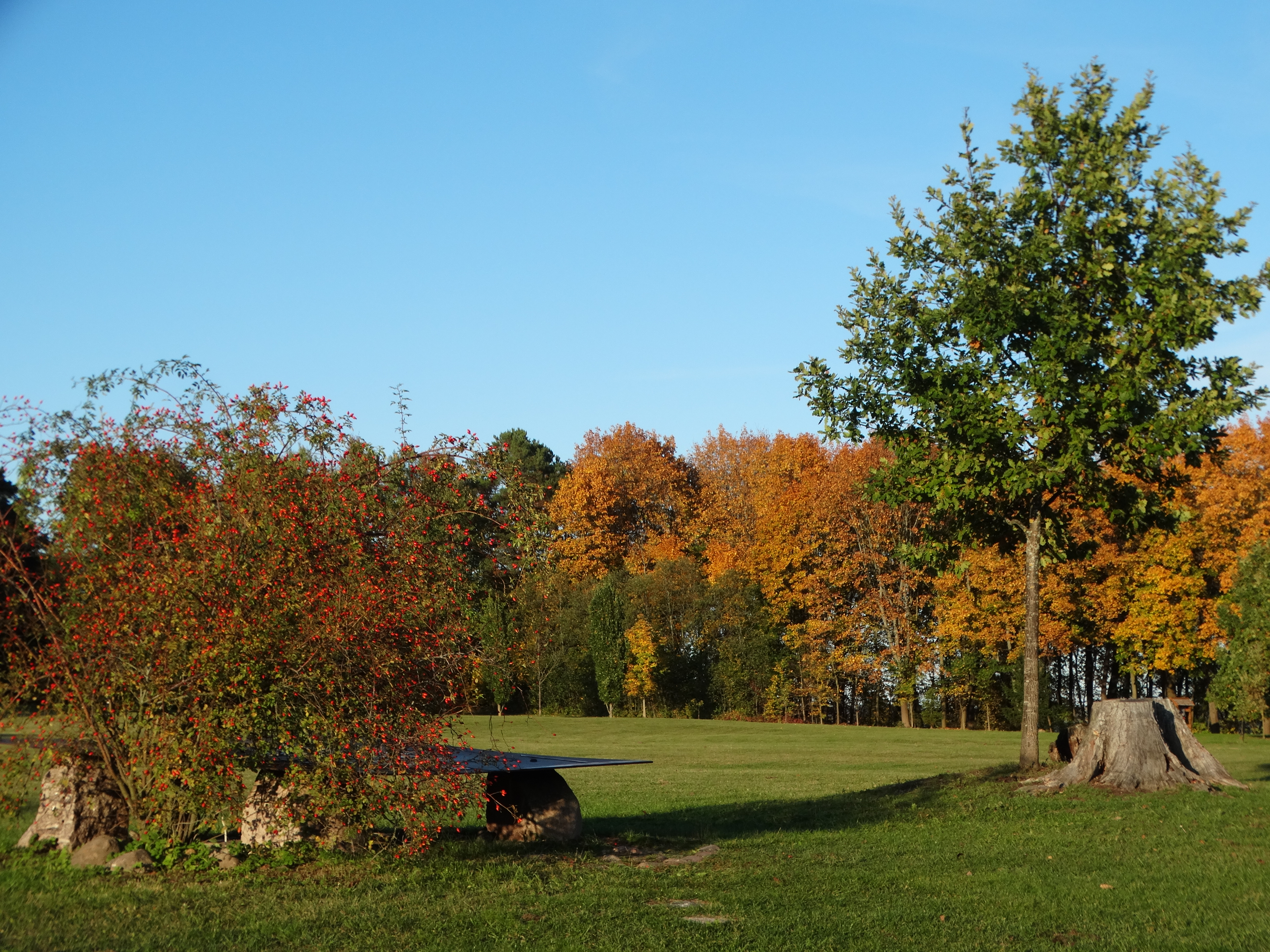
Park am Kloster

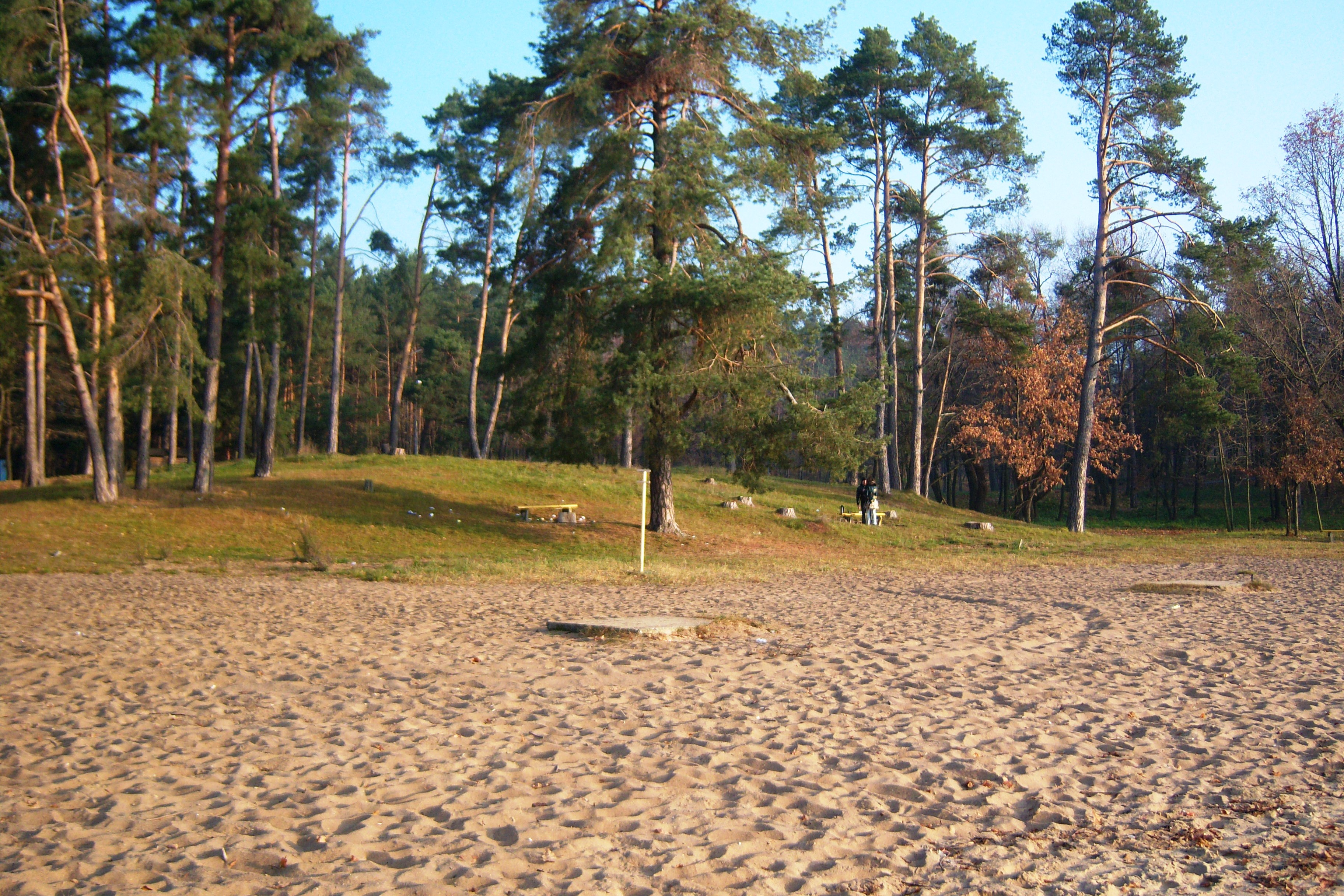
Wald und Strand am Stausee Kauno marios

Pažaislis ist ein Ortsteil im Amtsbezirk Petrašiūnai und ein Naherholungsgebiet der zweitgrößten litauischen Stadt Kaunas.

## Lage
Pažaislis liegt südöstlich vom Industriegebiet Petrašiūnai, am nordwestlichen Ufer des Stausees Kauno marios, im Regionalpark Kauno marios.  Pažaislis ist durch das Wasserkraftwerk Kaunas von der Stadt getrennt. Ein großer Teil von Pažaislis ist von den  Sümpfen bedeckt.

## Objekte
Der berühmteste Objekt ist Pažaislis-Klosterensemble. Es gibt einen Park, einen Stausee-Strand, einen Yachtclub, den Yachthafen Kaunas für Passagierschiffe und das Kultur- und Tourismuszentrum von Pažaislis. Im Sommer finden im Kloster Musikfestivals und das Žolinės-Festival statt.
Die Eiche auf dem Friedenshügel in Pažaislis ist eine der dicksten im Kreis Kaunas (nach der Karveliai-Eiche) und etwa 600 Jahre alt. Sie hat einen Umfang von 5,15 Meter und eine Höhe von 21 Meter und wächst in der Nähe des Zauns des Klosters von Pažaislis.